# Fertilidade
Fertilidade (do latim fertilitate) ou fecundidade é o termo empregado para categorizar a capacidade de se produzir algo com facilidade (geralmente, vida). Pode referir-se aos animais ou plantas aptos para a reprodução ou a um tipo de solo, água ou clima com características que permitam manter animais ou vegetais em abundância.

## Deusas da fertilidade
Devido à clara importância da terra no início da vida coletiva humana, especialmente na Antiguidade, e da reprodução quase que obrigatória devido à alta taxa de mortalidade, o termo "fertilidade" está sempre associado a uma figura divina, geralmente uma figura feminina, indicando o "dever moral" da gestação feminina.
Algumas destas divindades ligadas à fertilidade eram:
- Bona Dea (Boa Deusa) - na mitologia romana
- Akna (a "mãe") - na mitologia inuíte e Mitologia maia
- Pinga - na mitologia inuíte
- Xipe Totec - na mitologia asteca
- Epona - na mitologia céltica e romana
- Ocô- religiões da África subsaariana
- Oxum - religiões de origem africana no Brasil
- Exu - religiões de matriz africana
- Cernuno - mitologia celta
- Istar - acádios e sumérios
- Inana - sumérios
- Eostre - mitologia nórdica
- Reia - Antigos gregos e romanos
- Cíbele - Na Ásia Menor com os Curetes ou Coribantes e na Europa com gregos e romanos.
- Ísis - Mitologia Egípcia.
- No Antigo Egito: Anúquis, Bes, Quenúbis, Hapi, Mim, Mesquenete, Nefertum, Ptá, Sátis e Sacmis estavam ligados à fertilidade.
- Na mitologia inca: Collca ("Celeiro"), o nome inca para a constelação das Plêiades.[2]

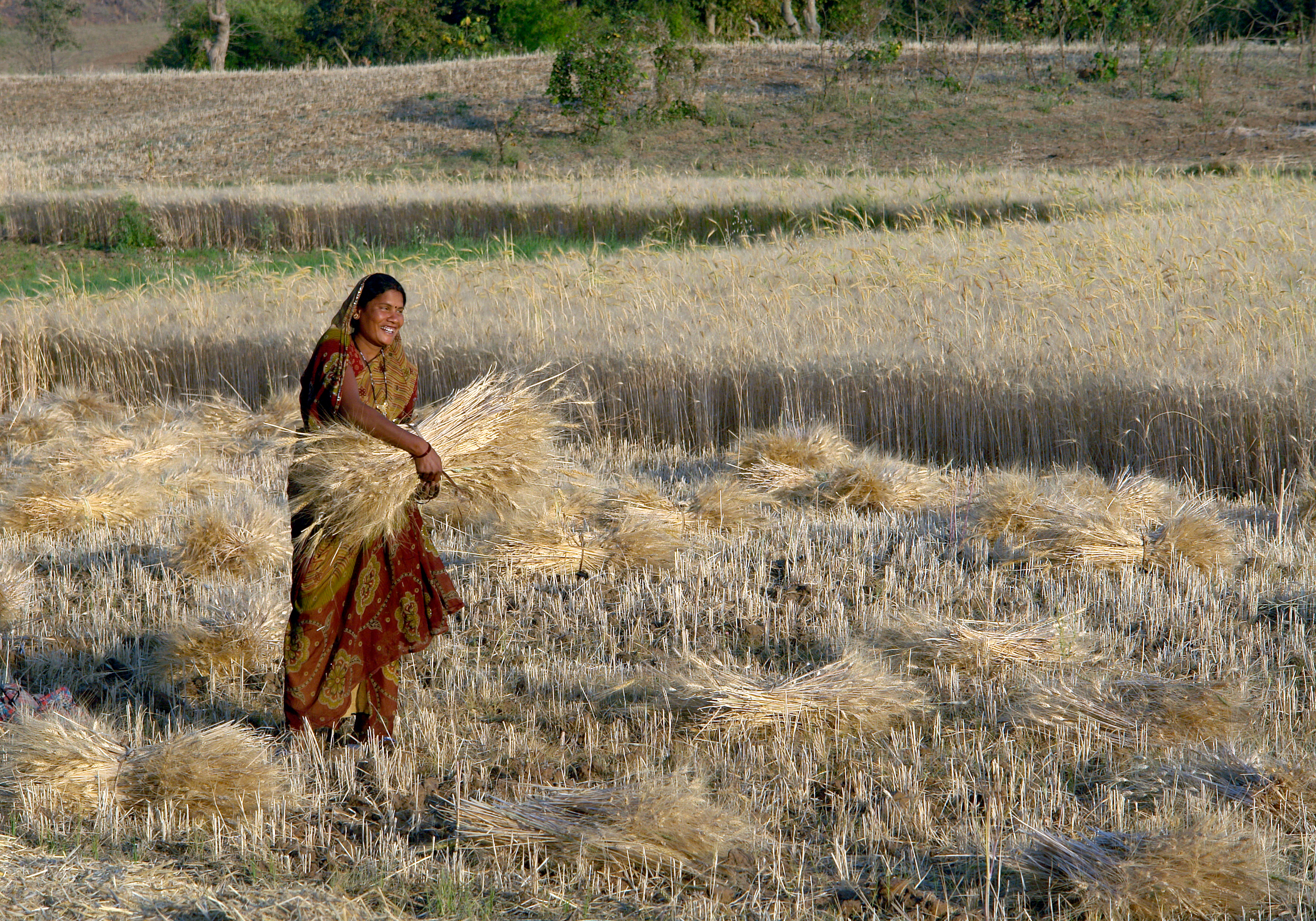
Plantação de trigo na Índia